# Лола (фильм, 1986)
«Лола» (исп. Lola) — триллер испанского режиссёра Бигаса Луны. Премьера фильма состоялась 17 января 1986 года в Барселоне.

## Сюжет
Сбежав от избивавшего её Марио в Барселону, Лола встречает француза Робера. Спустя четыре года у них уже дочь Ана, несмотря на то, что у Робера в Париже осталась семья — жена Жанин и сын Пьер. Однажды Лола встречает Марио, который разыскивал её всё это время. Он утверждает, что изменился и хочет быть с нею. Получив отказ, Марио оказывается в бассейне, где занимается Ана, и знакомится с её няней Кармен.
После ужина с друзьями Лола и Робер возвращаются домой под пристальным взглядом прогуливающегося неподалёку Марио. Лолу беспокоит её прошлое, но она не открывается Роберу. Она нехотя занимается с ним сексом, причиняя внезапно боль.
Однажды Лола замечает Марио, гуляющего с Аной и Кармен, после чего увольняет няню. Тем временем к Роберу приезжает Жанин. Получив чек на большую сумму, она делает безуспешные попытки возобновить отношения. Марио убеждён, что Ана — его дочь, и намерен забрать девочку. Изрядно выпив, он приходит ночью к квартире Лолы, чем привлекает внимание Робера, который вызывает полицию. Приехавшие стражи порядка отправляют бесчувственного Марио в больницу.
От инспектора полиции Робер узнаёт, что Лола знакома с дебоширом, но не показывает вида. Лола рассказывает своей подруге Сильвии, что её по-прежнему тянет к Марио, а Ана — его дочь. Затем в больнице она узнаёт адрес своего бывшего любовника, приходит к нему домой и занимается с ним сексом.
Вернувшись домой и поссорившись с Робером, Лола видит кошмарный сон и несколько раз произносит имя Марио. Робер замечает также царапины на её теле. Он сообщает Лоле, что ему необходимо уехать в Рим. Из аэропорта Робер оставляет ей любовное послание на автоответчик. Встретившись с выпившим любовником в баре, Лола говорит, что хочет порвать с ним. Оставшись один, Марио рассказывает влюблённой в него барменше, что надеется провернуть дело и разбогатеть. Разозлившись, что у Лолы занят телефон, он едет к ней домой.
Вернувшийся той же ночью Робер, обнаруживает Лолу убитой. Разбуженная шумом соседка сквозь дверной глазок видит убегающего Марио. На суде тот обвиняет в этом Робера, чьи отпечатки также остались на орудии убийства. Судья выносит обвинительный приговор. В тюрьме Робер понимает, что его бывшая жена Жанин причастна к убийству Лолы.
Направляясь на встречу с подкупившей его француженкой, Марио вспоминает, как убил ранившую его Лолу. При передаче очередной партии денег сообщников арестовывают полицейские. Спустя годы, глядя на повзрослевшую Ану, Робер замечает, как она похожа на мать.

## В ролях
| Актёр          | Роль          |
| -------------- | ------------- |
| Анхела Молина  | Лола          |
| Патрик Бошо    | Робер         |
| Феодор Аткин   | Марио         |
| Ассумпта Серна | Сильвия       |
| Карме Санса    | Жанин         |
| Ариадна Хиль   | Ана в детстве |

## Награды и номинации
- 1986 — Международный кинофестиваль детективных и фантастических фильмов «MystFest»[1]:
  - лучшая актриса — Анхела Молина
  - номинация на лучший фильм — Бигас Луна
- 1987 — Премия «Fotogramas de Plata» лучшей исполнительнице женской роли — Анхела Молина[2]
- 1988 — Приз «Premios ACE» Ассоциации критиков латиноязычной индустрии развлечений лучшему актёру второго плана в кино — Феодор Аткин[3][4]